# 12 (American Song Book)
12 (American Song Book) — шестьдесят девятый студийный альбом итальянской певицы Мины, выпущенный 4 декабря 2012 года на лейбле PDU.

## Об альбоме
В альбоме Мина охватывает 12 стандартов американской музыки, первоначально опубликованных между 1930-ми («Just a Gigolo») и 1970-ми годами («Fire and Rain»). Среди прочего, она уже в третий раз исполняет «Everything Happens to Me» (ранее записанный в 1964 году для альбома Mina и в 1993 году для Lochness) и во второй раз «Love Me Tender» (ранее записанный для альбома 1991 года Caterpillar).
Продюсером альбома вновь выступил сын Мины, Массимилиано Пани. Альбом записывался в студии при участии живого оркестра, некоторые из музыкантов давние друзья певицы: Данило Реа (фортепиано), Альфредо Голино (ударные), Массимо Морикони (контрабас) и Джанни Феррио (аранжировка струнных).
В первом тираже альбома было выпущено 12 различных обложек.
Выходу альбома предшествовал сингл «Over the Rainbow» опубликованный 23 ноября 2012 года. Второй сингл «Have Yourself a Merry Little Christmas» был выпущен 19 декабря, по случаю рождественских праздников.

## Список композиций
| №                   | Название                                 | Автор(ы)                         | Длительность |
| ------------------- | ---------------------------------------- | -------------------------------- | ------------ |
| 1.                  | «September Song»                         | Курт Вайль, Максвелл Андерсон    | 2:48         |
| 2.                  | «Banana Split for My Baby»               | Луи Прима, Стэн Ирвин            | 3:18         |
| 3.                  | «Everything Happens to Me»               | Мэтт Дэннис, Том Адейр           | 3:15         |
| 4.                  | «Fire and Rain»                          | Джеймс Тейлор                    | 4:45         |
| 5.                  | «Have Yourself a Merry Little Christmas» | Ральф Блэйн, Хью Мартин          | 4:00         |
| 6.                  | «I’ll Be Seeing You»                     | Сэмми Фейн, Ирвин Кахал          | 5:48         |
| 7.                  | «I’m Glad There Is You»                  | Джимми Дорси, Пол Мадейра        | 4:25         |
| 8.                  | «I’ve Got You Under My Skin»             | Коул Портер                      | 2:48         |
| 9.                  | «Just a Gigolo»                          | Леонелло Касуччи, Ирвинг Кизар   | 3:28         |
| 10.                 | «Love Me Tender»                         | Элвис Пресли, Вера Мэтсон        | 4:36         |
| 11.                 | «Over the Rainbow»                       | Гарольд Арлен, Йип Харбург       | 6:00         |
| 12.                 | «Anytime, Anywhere»                      | Имоген Карпентер, Ленни Адельсон | 3:57         |
| Общая длительность: | Общая длительность:                      | Общая длительность:              | 49:07        |

## Чарты
| Чарт (2012)               | Высшая позиция |
| ------------------------- | -------------- |
| Греция (IFPI)             | 42             |
| Италия (Classifica album) | 6              |

| Чарт (2012)   | Позиция |
| ------------- | ------- |
| Италия (FIMI) | 48      |

## Сертификации и продажи
| Регион                                                       | Сертификация | Продажи |
| ------------------------------------------------------------ | ------------ | ------- |
| Италия (FIMI)                                                | Золотой      | 30 000* |
| * Данные о продажах приведены только на основе сертификации. |              |         |